# Hymenocoleus neurodictyon
Hymenocoleus neurodictyon är en måreväxtart som först beskrevs av Karl Moritz Schumann, och fick sitt nu gällande namn av Elmar Robbrecht. Hymenocoleus neurodictyon ingår i släktet Hymenocoleus och familjen måreväxter.

## Underarter
Arten delas in i följande underarter:
- H. n. neurodictyon
- H. n. orientalis
- H. n. rhombicifolius